# Beresford
Beresford és una població dels Estats Units a l'estat de Dakota del Sud. Segons el cens del 2000 tenia 2.006 habitants.

## Demografia
Segons el cens del 2000, Beresford tenia 2.006 habitants, 852 habitatges, i 535 famílies. La densitat de població era de 435,1 habitants per km².
Dels 852 habitatges en un 29,6% hi vivien nens de menys de 18 anys, en un 52,5% hi vivien parelles casades, en un 7,2% dones solteres, i en un 37,1% no eren unitats familiars. En el 33,8% dels habitatges hi vivien persones soles el 19,7% de les quals corresponia a persones de 65 anys o més que vivien soles. El nombre mitjà de persones vivint en cada habitatge era de 2,29 i el nombre mitjà de persones que vivien en cada família era de 2,94.
Per edats la població es repartia de la següent manera: un 24,3% tenia menys de 18 anys, un 9,6% entre 18 i 24, un 21,6% entre 25 i 44, un 22,3% de 45 a 60 i un 22,1% 65 anys o més.
L'edat mediana era de 39 anys. Per cada 100 dones de 18 o més anys hi havia 87,2 homes.
La renda mediana per habitatge era de 35.331 $ i la renda mediana per família de 45.231 $. Els homes tenien una renda mediana de 27.500 $ mentre que les dones 19.057 $. La renda per capita de la població era de 17.903 $. Entorn de l'1,1% de les famílies i el 4,2% de la població estaven per davall del llindar de pobresa.

## Poblacions més properes
El següent diagrama mostra les poblacions més properes.